# Todi
Todi é uma comuna italiana da região da Umbria, província de Perugia, com cerca de 16.512 habitantes. Estende-se por uma área de 223 km², tendo uma densidade populacional de 74 hab/km². Faz fronteira com Acquasparta (TR), Avigliano Umbro (TR), Baschi (TR), Collazzone, Fratta Todina, Gualdo Cattaneo, Marsciano, Massa Martana, Monte Castello di Vibio, Montecchio (TR), Orvieto (TR), San Venanzo (TR).
Pertence à rede das Cidades Cittaslow. É a terra natal do papa Martinho I.

## Demografia
| Variação demográfica do município entre 1861 e 2011                               |
|                                                                                   |
| Fonte: Istituto Nazionale di Statistica (ISTAT) - Elaboração gráfica da Wikipedia |